# Jóféle sáfrány
A jóféle sáfrány (Crocus sativus) az egyszikűek (Liliopsida) osztályába, a spárgavirágúak (Asparagales) rendjébe, a nősziromfélék (Iridaceae) családjába és a sáfrány (Crocus) nemzetségbe tartozó faj.

## Jellemzői
A jóféle sáfrány hagymagumós évelő növény. Szálas lomblevelei rendszerint a virágokkal egy időben jelennek meg. Virágkocsánya jórészt föld alatti, a lepel hosszú és lilás rózsaszín színű. Porzószálai hosszúak. A földben lévő magházból indul ki a vékony, hengeres, három sallangra tagolt, sötét téglavörös bibeszál. Nem tévesztendő össze a sáfrányos szeklice nevű növénnyel!
A fűszerként termesztett változat genetikailag homogén, az emberi nemesítés eredményeként csak ivartalanul szaporítható, ezért minden egyed klón.
A föld alatt található szármódosulatát hagymának szokás nevezni, valójában azonban gumóról van szó, amelynek felszínét az előző évek leszáradt levélmaradványai burkolnak. A gumó belseje fehér színű, jellegzetes illatú, a szármaradványokkal együtt azonban mogyoróbarna.
A növény levelei sötétzöld színűek, hosszúkásak, mellékeresek, kb. 10–15 cm hosszúak. A növény késő nyári ültetését követően ősszel és télen élénk-zöldek, felfele állók, tavasszal kezdik elveszteni tartásukat és élénkzöld színüket, nyárra pedig teljesen leszáradnak, majd leválnak a szárgumóról.
A virágot tartó kocsány 2 cm hosszú, fehér színű. Éghajlatunkon késő ősszel, télen virágzik. Leples virágai kb. 5 cm hosszúak, 6 szirmúak, lila színűek. A szirmok gyakran sötétlilán erezettek. A növény porzói élénksárga színűek, hasznosításuk jelenleg nem ismert. Bibéi aromás, fűszerező és egyéb élettani hatású biológiai anyagokat tartalmaznak. Ez adja a növény világviszonylatban ismert, különleges értékét. A bibék színe sötétvörös, virágonként 3 szál található a növényben, melyek kb. 7 cm hosszúak, tövüknél összenőttek. A bibék kezdetben felállók, majd visszahajlók, végük kicsípett.
A sáfrány virágai meddők, ezért szaporítása hagymájával (szárgumójával) történik.
|  |

## Felhasználása
A bibéjét fűszerként használják.

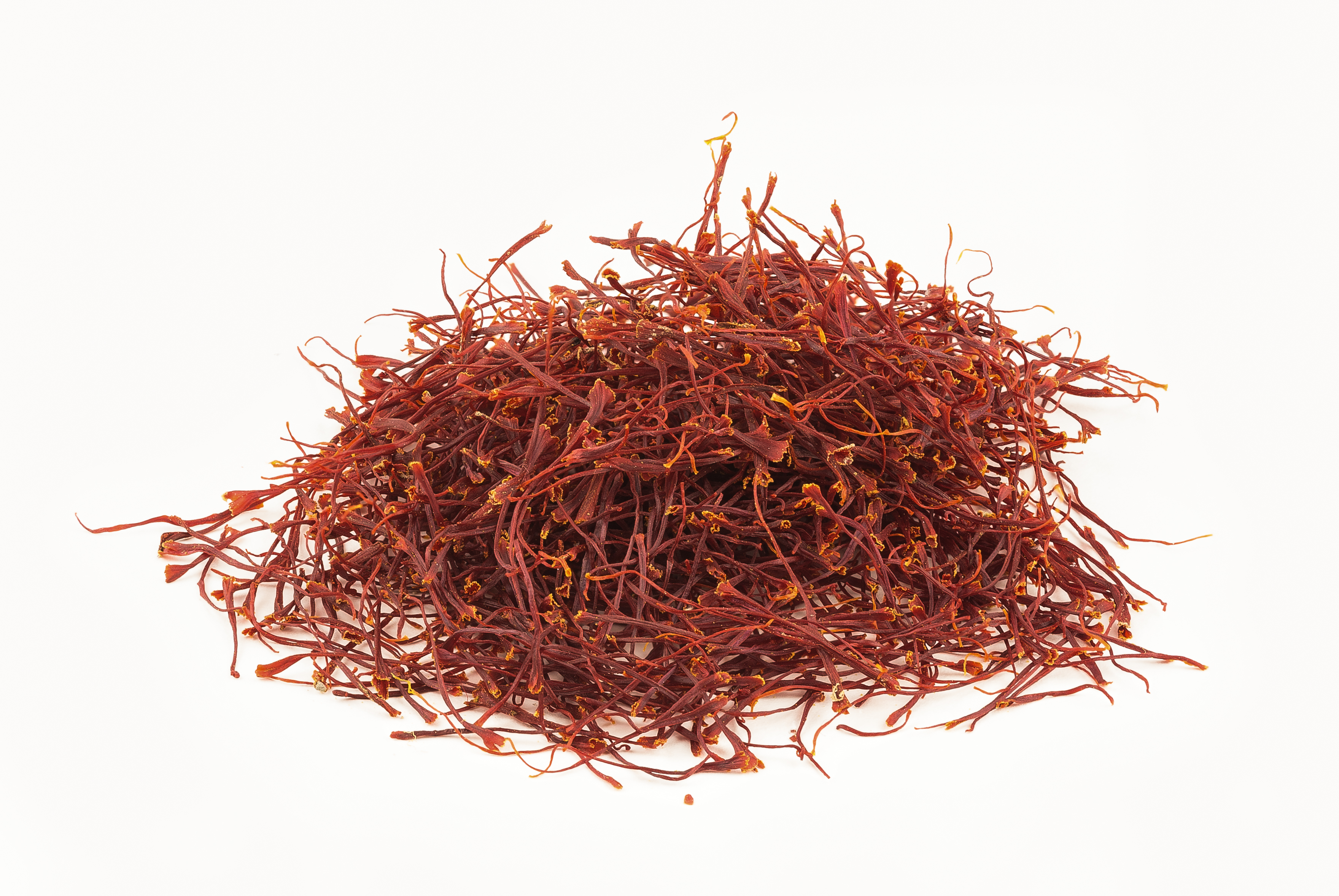
Szárított sáfránybibe (Bécs, Weinviertel, Karmelitermarkt)

Bibéje nagy adagban, vagyis 5 g felett mérgező hatású, emiatt túlzott alkalmazása elkerülendő!

### Gyógyhatása
A gyógyászatban ritkán alkalmazzák, de nyugtató, étvágyjavító, görcsoldó készítmények komponense lehet.
Egy kínai orvos, amikor osztályozta a növényeket, a jóféle sáfrányt „édes ízűnek és száraz jellegűnek” tartotta, amely nyugtató hatása miatt depressziós tünetek kezelésére, a rendszertelen menstruáció esetére, továbbá altesti panaszok gyógyítására ajánlott. Antidepresszáns hatását a modern tudományos kutatások igazolják.
Bibéjéből készült bizonyos gyógykészítmények, mint például a Garrus elixir, és különféle, fogzást segítő szirupok, hagyományosan nyugtató hatásúak. Mindazonáltal ezt a hatást kísérletileg eddig még nem igazolták.

## Lásd még
- Sáfrány